# Medicina Internacia Revuo
Medicina Internacia Revuo – czasopismo medyczne w języku esperanto, drukowane od 1923 roku. Jest wydawane przez Universala Medicina Esperanto-Asocio (Światowy Medyczny Związek Esperanto) z siedzibą w Japonii. Do Universala Medicina Esperanto-Asocio, założonego w 1908 r. należą lekarze, farmaceuci, pielęgniarki i przedstawiciele innych zawodów medycznych znający i stosujący w praktyce zawodowej język esperanto, który stworzył polski lekarz okulista Ludwik Zamenhoff w 1887 r. Corocznie podczas dorocznego kongresu Universala Esperanto-Asocio z siedzibą w Holandii oraz w trakcie Międzynarodowych Medycznych Kongresów Esperanckich IMEK (Internacia Medicinista Esperanto-Kongreso) mają miejsca spotkania i dyskusje ludzi którzy złączeni są znajomością esperanto. Konferencje odbywających się co dwa lata, każda w innym kraju, począwszy od pierwszego Kongresu, który odbył się w Krakowie w 1977 r. przy wsparciu ówczesnych władz Akademii Medycznej im. M. Kopernika.

## Historia
Czasopismo Medcina Internacia Revuo (pierwotnie Internacia Medicina Revuo) zostało założone w 1923 roku, edytowane w Budapeszcie i Lille do 1937 roku a potem w Tiba (Japonia) aż do 1977. Od czerwca 1994r redakcja czasopisma przeniosła się do Polski do Krakowa.

## Obecnie
Obecny Komitet Redakcyjny Medicina Internacia Revuo, ukazującego się dwa razy w roku (czerwiec, grudzień), przyjmuje do publikacji prace w języku esperanto i w językach kongresowych wraz ze streszczeniem w języku Esperanto i Angielskim. Czasopismo kładzie mocny nacisk na wielonarodowość autorów i szeroki zakres omawianych tematów.